# Crepidomanes birmanicum
Crepidomanes birmanicum là một loài thực vật có mạch trong họ Hymenophyllaceae. Loài này được (Bedd.) K. Iwats. miêu tả khoa học đầu tiên năm 1985.